# Forschungszentrum Jülich

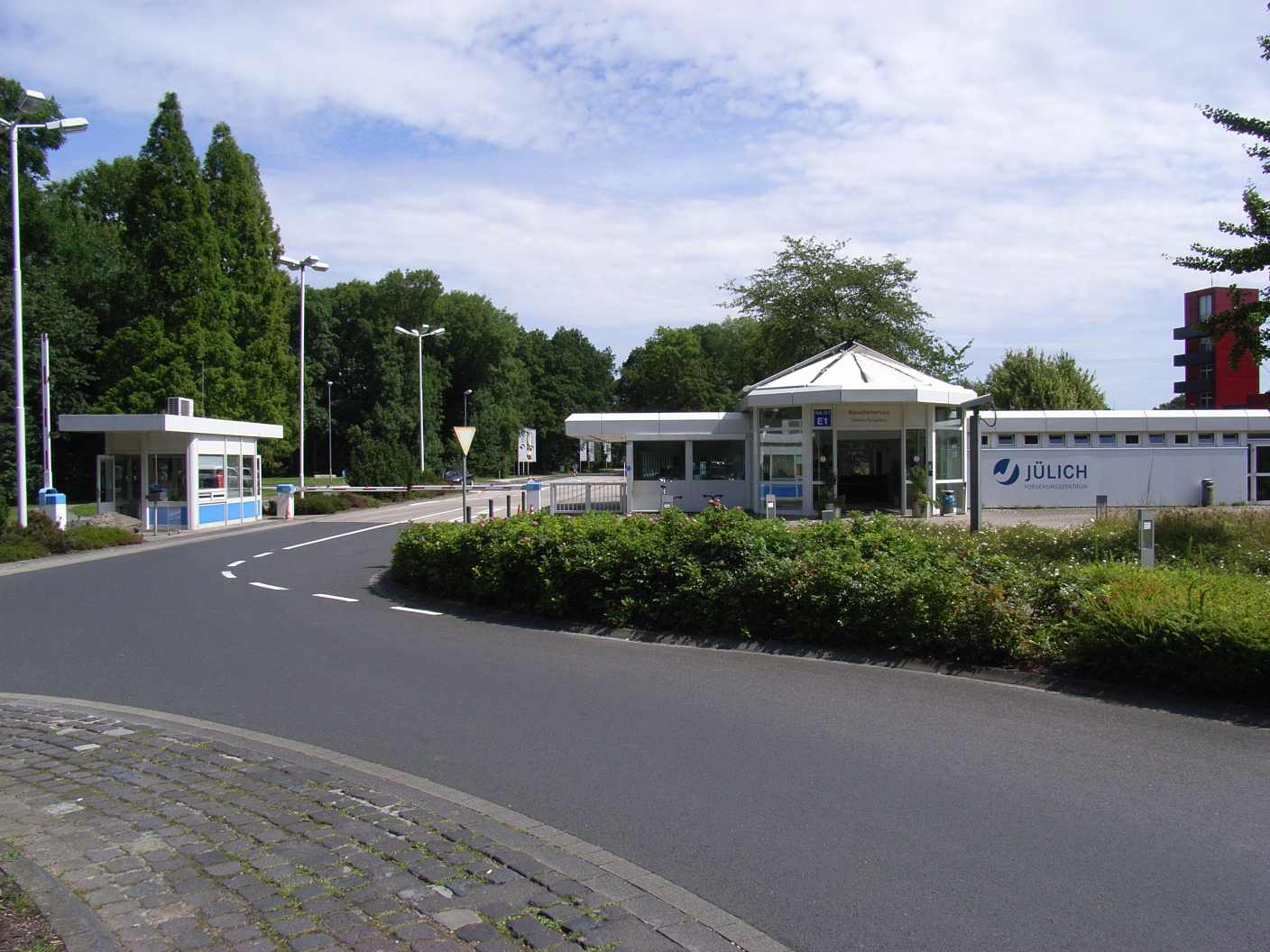
Wjazd na teren centrum badawczego

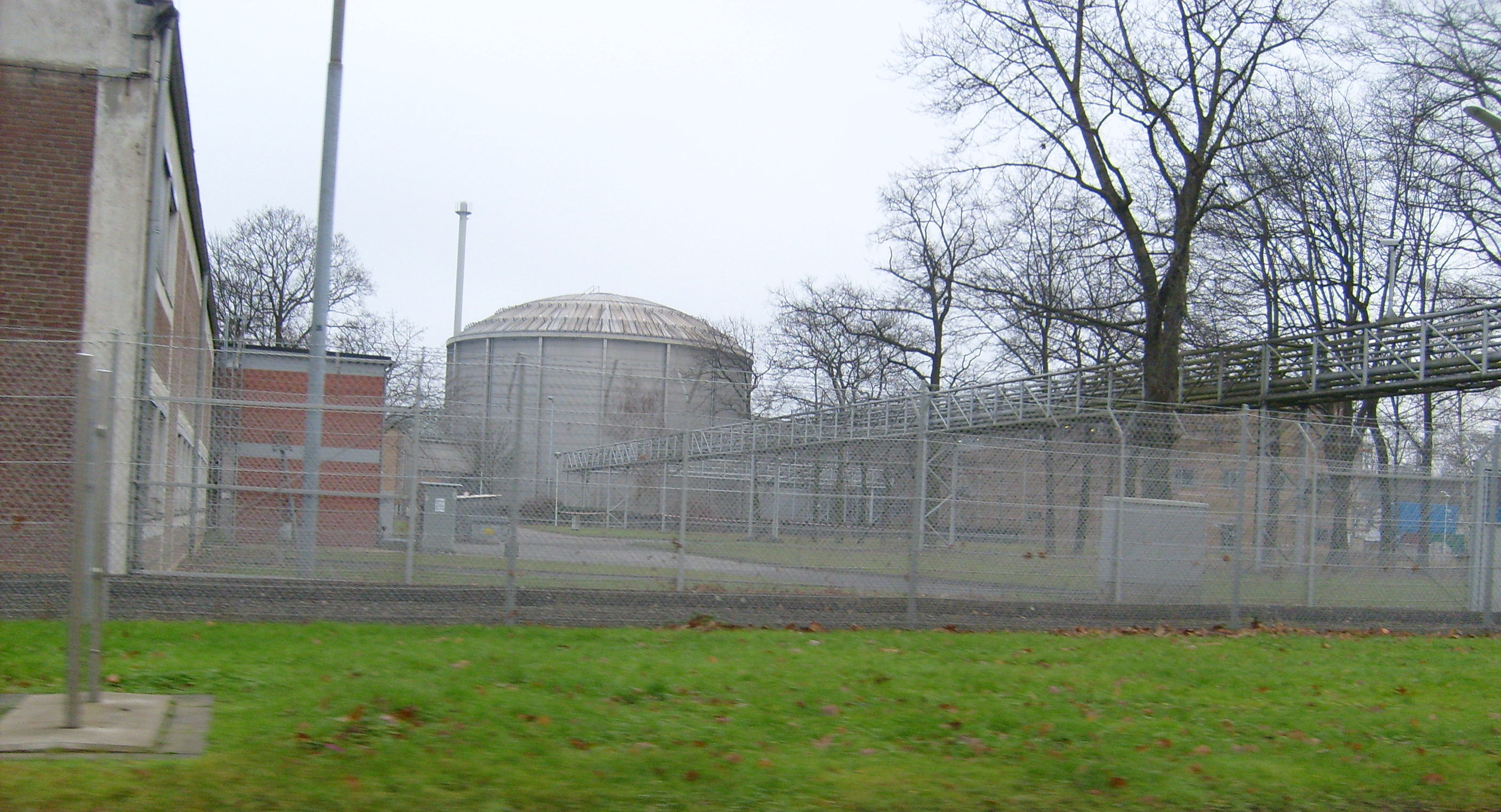
Czynny reaktor jądrowy; najpilniej strzeżony budynek FZJ

Forschungszentrum Jülich (FZJ) – centrum naukowo-badawcze znajdujące się w pobliżu miasta Jülich w niemieckiej Nadrenii Północnej-Westfalii, założone 11 grudnia 1956, jeden z największych tego typu ośrodków w Europie.

## Struktura
Obecny obszar centrum badawczego stanowi kompleks kilkudziesięciu budynków (zob. trójwymiarowy plan kampusu) rozmieszczonych na łącznej powierzchni 2,2 km². W skład centrum wchodzi dziewięć instytutów badawczych, związanych z biologią, fizyką, medycyną, energetyką jądrową i naukami technicznymi.
Infrastrukturę pomocniczą stanowią duże sale konferencyjne (w ciągu roku odbywają się tu liczne międzynarodowe konferencje, szkoły letnie dla studentów i doktorantów), biblioteka centralna wraz z odrębnymi bibliotekami instytutowymi oraz dwie duże stołówki.
Roczny budżet centrum wynosi ok. 400 milionów euro, z czego ok. 90% pochodzi z niemieckich środków rządowych. Ponadto znaczący wkład do budżetu stanowią granty i projekty naukowo-badawcze finansowane m.in. przez przemysł.

## Superkomputery
W centrum działa kilka superkomputerów, w tym JUQUEEN, o mocy obliczeniowej 4,1 PFLOPS, który w listopadzie 2012 roku był najszybszym superkomputerem w Europie i piątym na świecie.

## Pracownicy
W 2006 r. centrum zatrudniało ok. 4300 pracowników, w tym 1300 naukowców (z uwzględnieniem 400 doktorantów). Około 1500 etatów stanowi personel techniczny; 800 etatów przypada na personel administracyjny i pomocniczy. W ciągu roku centrum gości ok. 700 naukowców z innych ośrodków (ang. visiting staff), nie licząc szkoleń i konferencji. Pod koniec 2010 roku 4747 pracowników.
Większość pracowników mieszka w pobliskim Jülich, które stanowi w znacznym stopniu zaplecze noclegowe i socjalne dla ośrodka, a ponadto część pracowników i gości dużych konferencji zatrzymuje się w Akwizgranie i innych okolicznych miastach dysponujących większym zapleczem hotelowym.

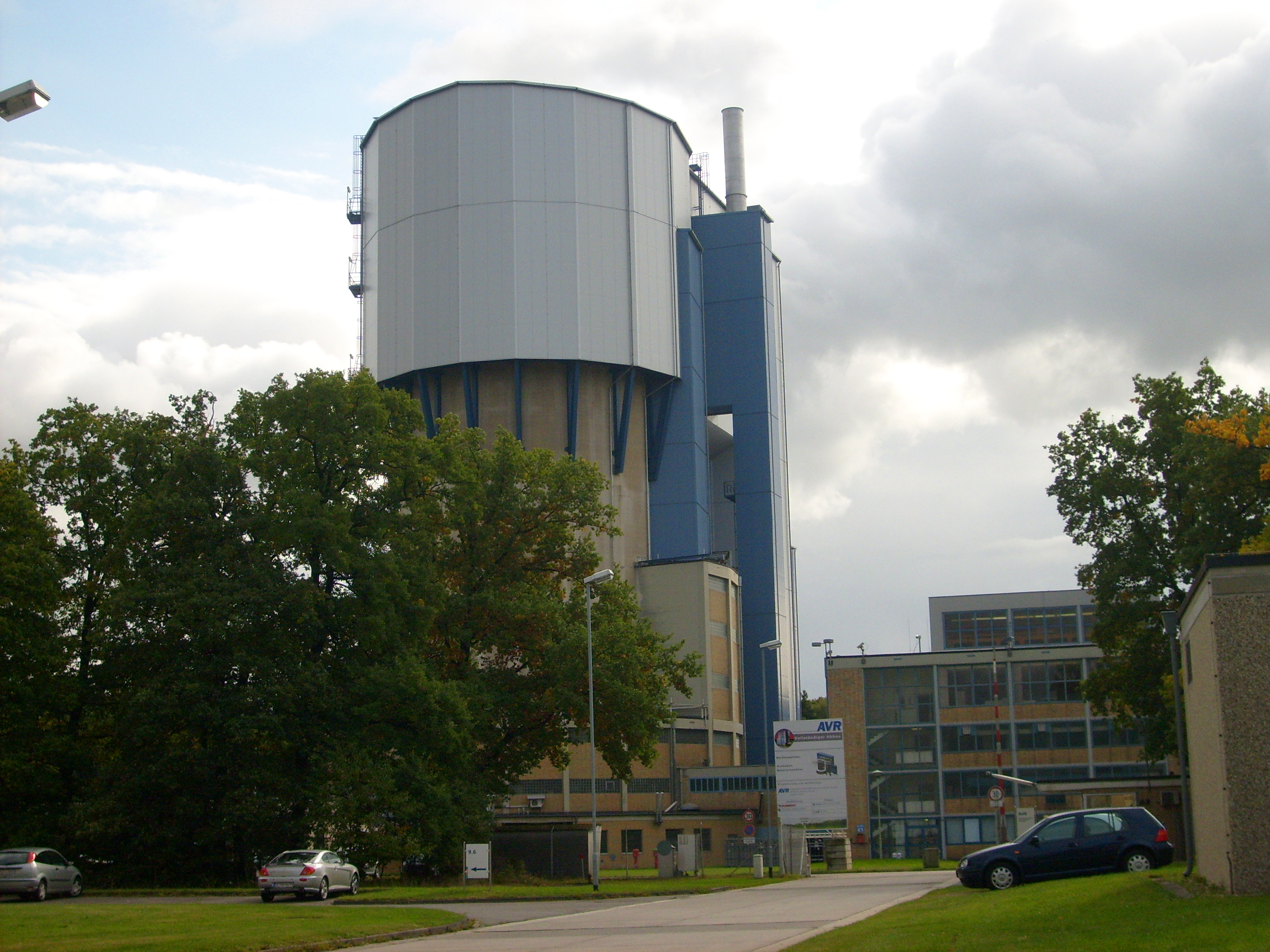
Nieczynny eksperymentalny reaktor VHTR
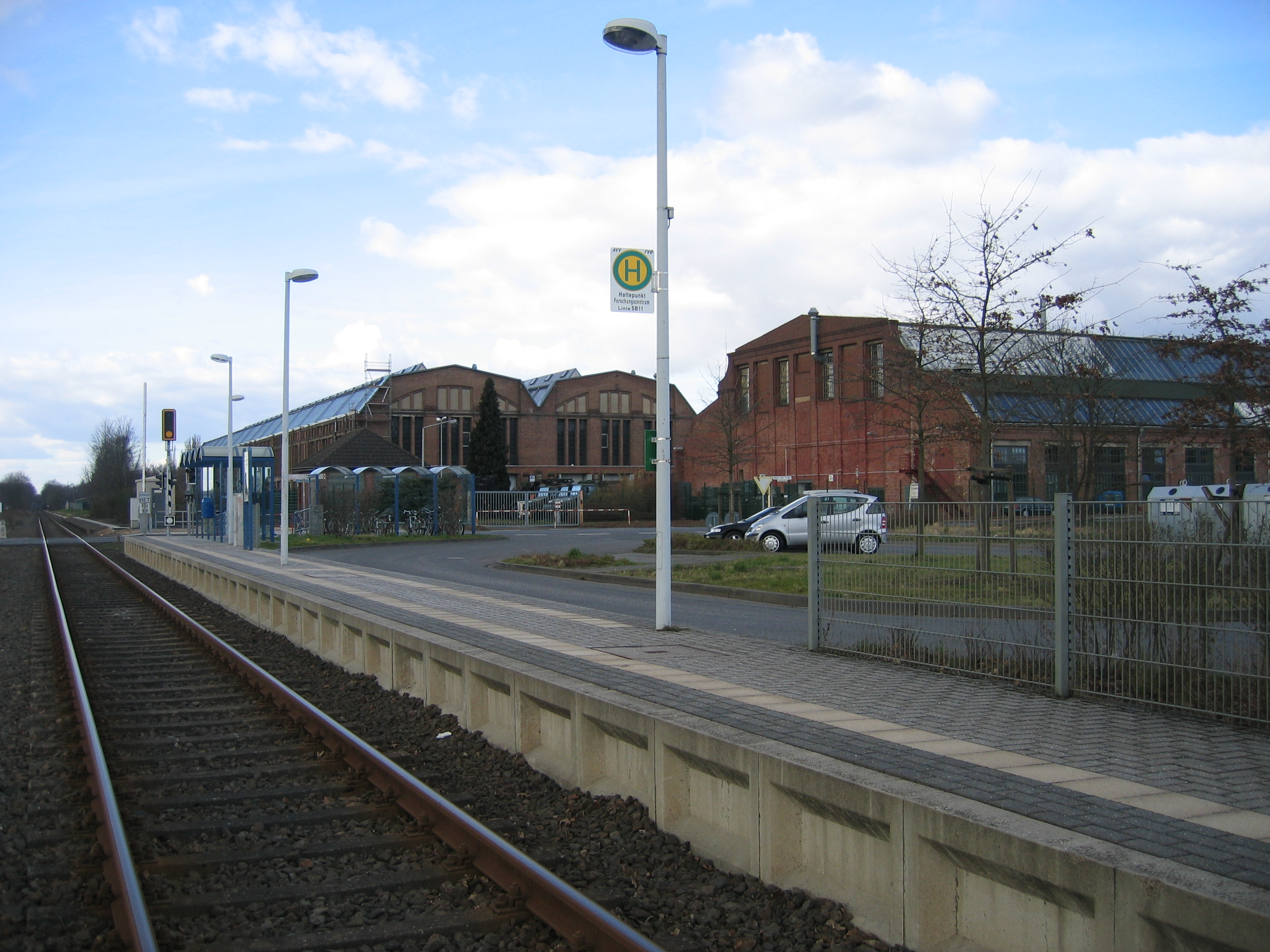
Dworzec przy najstarszej części FZJ
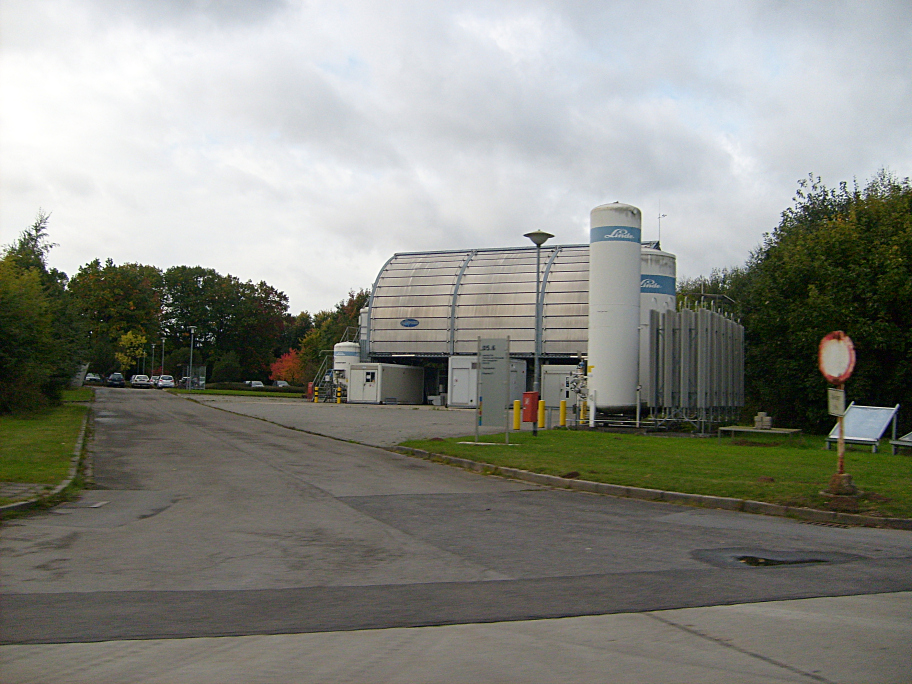
SAPHIR – komora symulacji reakcji fotochemicznych w atmosferze